# Żyły podstawno-kręgowe
Żyły podstawno-kręgowe, żyły trzonów kręgów (łac. venae basivertebrales) – w anatomii człowieka żyły położone w kanałach istoty gąbczastej trzonów kręgów. Przebiegają promieniście w płaszczyźnie poziomej. Wpadają do poprzecznych zespoleń splotów żylnych kręgowych wewnętrznych przednich, tworzą połączenia także ze splotami żylnymi kręgowymi zewnętrznymi przednimi.